# 铈异常
铈异常是指矿物中铈(Ce)浓度相对于某些标准（通常是球粒陨石或大洋中脊玄武岩(MORB)）富集或亏损的现象。在地球化学中，如果铈相对于其他稀土元素(REE)富集，则铈异常被称为“正”，如果铈相对于其他稀土元素亏损，则铈异常被称为“负”。
铈异常的大小以δCe值度量，通常使用铈的标准化值与其相邻的镧(La)与镨(Pr)元素标准化值平均值的比值，δCe大于1为铈正异常；δCe小于1为铈负异常。

## 铈氧化态
铈是一种稀土元素（镧系元素），镧系元素都能够形成三价(3+)离子，但铈与铕元素具有额外的化合价。铈能够形成四价(4+)离子。三价的Ce3+可在碱性条件下被大气中的氧气 (O2) 氧化为四价的Ce4+ 。
铈异常与溶解度降低有关，伴随着 Ce(III) 氧化为 Ce(IV)。在还原条件下，Ce3+相对可溶，而在氧化条件下，四价铈生成的CeO2则会沉淀。在含氧或缺氧条件下沉积的沉积物可以长期保留Ce3+或Ce4+的地球化学特征，因为其没有被早期成岩作用所影响。

## 锆石中的铈异常

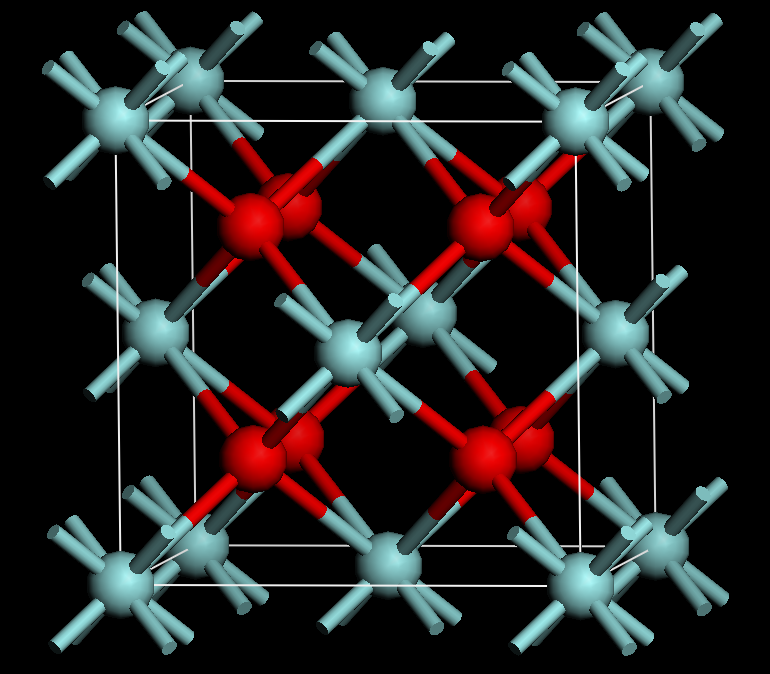
氧化铈-氧化锆的晶体结构。 Ce^{4+}与 Zr^{4+}具有相同的电荷和相似的离子半径，导致元素取代，因此出现正铈异常。

锆石(ZrSiO4) 常见于长英质火成岩中。 由于Ce3+和Ce4+都可以取代锆，所以锆石常呈正铈异常。  Ce4+比 Ce3+更容易取代锆，因为Ce4+（离子半径 0.97Å）与Zr4+（离子半径 0.84Å）具有相同的电荷和相似的离子半径。 因此，岩浆的氧化态决定了锆石中的Ce异常。 如果氧逸度高，更多的Ce3+将氧化成Ce4+并取代Zr4+，从而在锆石结构中产生更大的正铈异常。在较低的氧逸度水平下，铈异常的程度也会较低。 

## 煤中的铈异常

### 负铈异常
煤中的铈通常呈现较弱的负异常，即铈的浓度略低于其他稀土元素。 煤中铈异常受沉积源区的影响。 在以玄武岩为主的镁铁质地区，如中国的新德煤矿所在地区，开采的煤炭未发现铈异常。 而在长英质岩区开采的煤炭，如中国的古叙煤田，呈现弱的负铈异常。 负铈异常也可归因于采煤区的风化和氧化。 在氧化过程中，Ce3+被氧化为四价成为CeO2沉淀析出，从而在煤中留下较少的铈。 

### 正铈异常
虽然煤中的铈异常通常为负值，但极少情况下也可能存在正值。这种情况通常见于在火山喷发时，火山灰被风化成具有正铈异常的镁铁质凝灰岩。 俄罗斯远东地区的巴甫洛夫斯克矿床在其铁-锰氢氧化物矿石中即存在明显的正铈异常。铈可被氧化为四价的Ce4+，从而富集到四价的Mn(IV) 氧化物中，而其他稀土元素则不会取代锰离子，导致这类矿石中出现正铈异常。 

## 也可以看看
- 铈
- 铕
- 铕异常
- 镧系元素
- 稀土元素